# Eerste Kamerverkiezingen 2019/Kandidatenlijst/CDA
De kandidatenlijst voor de Eerste Kamerverkiezingen van 2019 van de lijst CDA (lijstnummer 2) is na controle door de Kiesraad als volgt vastgesteld:
1. Knapen H.P.M. (Ben) (m), Amsterdam
2. Atsma J.J. (Joop) (m), Surhuisterveen
3. Prins G. (Greet) (v), Nieuwkoop
4. Oomen-Ruijten M.G.H.C. (Ria) (v), Maasbracht
5. Rietkerk T.W. (Theo) (m), Kampen
6. Rombouts A.G.J.M. (Ton) (m), 's-Hertogenbosch
7. van Kesteren N.J.J. (Niek Jan) (m), Katwijk
8. Essers P.H.J. (Peter) (m), Loon op Zand
9. Doornhof H. (Hugo) (m), Nijkerk
10. Soeharno J.E. (Jonathan) (m), Amsterdam
11. Luyer M. (Marianne) (v), Almere
12. Westerbeek-Huitink J.M.J.C. (Josine) (v), Woerden
13. van 't Veld M.M. (Mirjam) (v), Leersum
14. Boogaard G. (Geerten) (m), Koudekerk aan den Rijn
15. van den Heuvel F.A.M. (Frank) (m), 's-Gravenhage
16. Broeksteeg J.L.W. (Hansko) (m), Grave
17. van Leeuwen J.G.E. (Jacqueline) (v), Apeldoorn
18. Keulaerds M.J.M.T. (Max) (m), 's-Gravenhage
19. Kaaks A.J.T. (Arjan) (m), Wassenaar
20. Schermers J.P. (Janneke) (v), Bunnik
21. Maij W.H. (Hester) (v), Delden
22. Visser E.A. (Edwin) (m), Angerlo
23. de Roy van Zuidewijn-Rive S.C.T. (Susanne) (v), Amsterdam
24. de Ridder E. (Erik) (m), Tilburg

VVD · PVV · CDA · D66 · GroenLinks · SP · PvdA · ChristenUnie · Partij voor de Dieren · 50PLUS · SGP · DENK · FVD · Blanco lijst 15 · OSF
1980 · 1981 · 1983 · 1986 · 1987 · 1991 · 1995 · 1999 · 2003 · 2011 · 2015 · 2019 · 2023